# Tószeg
Tószeg là một thị trấn thuộc hạt Jász-Nagykun-Szolnok, Hungary. Thị trấn này có diện tích 59,17 km², dân số năm 2010 là 4498 người, mật độ 76 người/km².